# Elmer Behnke
Elmer Herman Behnke (Elgin, 3 febbraio 1929 – 25 maggio 2018) è stato un cestista statunitense, professionista nella NBA.

## Carriera

### High school e college
Dopo gli anni all'high school ha giocato in NCAA a Bradley dal 1947 al 1951.

### Professionista
Nel Draft NBA 1951 viene selezionato dai Rochester Royals con l'ottava scelta del quarto giro (la trentasettesima assoluta); successivamente però nel corso della stagione milita nei Milwaukee Hawks, con cui in 4 partite di regular season NBA tiene medie di 4 punti, 4,3 rimbalzi ed 1,3 assist a partita in 13,8 minuti di media a partita.